# Instituto Militar de Nuevo México

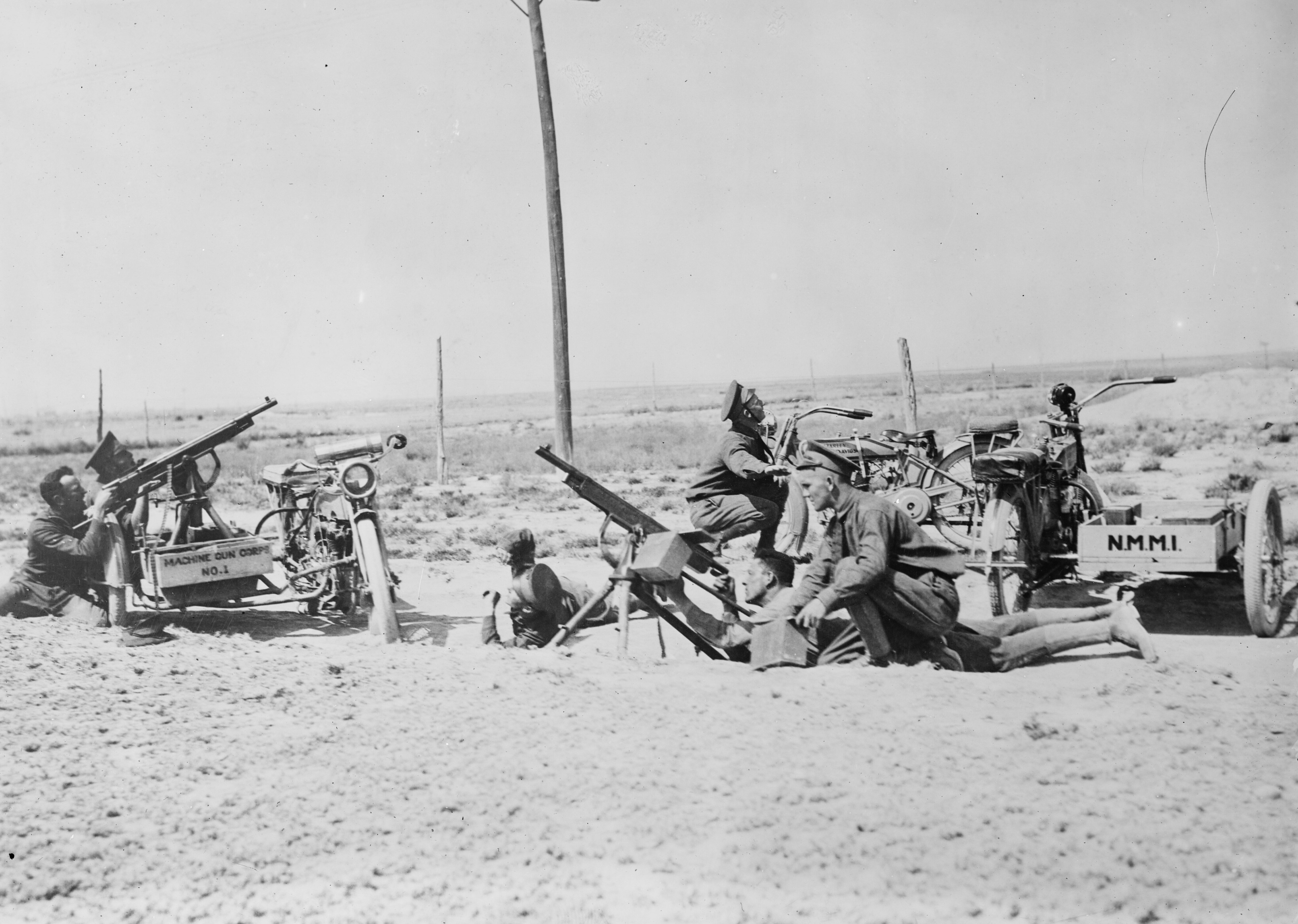
1915-1920

El Instituto Militar de Nuevo México (en inglés: New Mexico Military Institute o NMMI) es una institución educativa con apoyo estatal ubicado en Roswell, Nuevo México, al suroeste de los Estados Unidos. Es uno de los cinco colegios universitarios militares en los Estados Unidos, y el único colegio militar apoyado por el estado situado en el oeste de Estados Unidos. NMMI fue fundada en 1891 por el capitán Joseph Lea y el coronel Robert Goss . Su arquitectura y la organización fue inspirada por el Instituto Militar de Virginia.
NMMI incluye una preparatoria o escuela secundaria de cuatro años y un colegio universitario de dos años . Los estudiantes que asisten NMMI se conocen como cadetes . NMMI es la única universidad preparatoria tipo internado militar co-educativa con apoyo estatal (grados 9-12) y junior college en los Estados Unidos.